# Chebyshev-polynoom

De eerste vijf Chebyshev-polynomen

De chebyshev-polynomen van de eerste soort {\displaystyle T_{n}(x)} en van de tweede soort {\displaystyle U_{n}(x)} zijn twee rijen orthogonale polynomen, genoemd naar Pafnoeti Lvovitsj Tsjebysjev (Chebyshev in de Engelse transliteratie), met belangrijke toepassingen in onder andere de filtertechniek en de numerieke wiskunde om benaderingen van functies te vinden. 

## Chebyshev-polynomen van de eerste soort

### Definitie
De chebyshev-polynoom van de eerste soort {\displaystyle T_{n}(x)} is voor {\displaystyle n=0,1,2,3,\ldots } gedefinieerd als:
{\displaystyle T_{n}(\cos(\theta ))=\cos(n\theta )}
Deze polynoom is een oplossing van de chebyshev-differentiaalvergelijking (een sturm–liouville-differentiaalvergelijking):
{\displaystyle (1-x^{2}){{\rm {d}}^{2}y \over {\rm {d}}x^{2}}-x{{\rm {d}}y \over {\rm {d}}x}+n^{2}y=0}
Door de substitutie
{\displaystyle {\tilde {y}}(\theta )=y(\cos(\theta ))}
gaat deze differentiaalvergelijking over in:
{\displaystyle {\tilde {y}}''+n^{2}{\tilde {y}}=0},
waaruit eenvoudig te zien is dat
{\displaystyle {\tilde {y}}(\theta )=\cos(n\theta )}
een oplossing is.
De eerste tien chebyshev-polynomen van de eerste soort zijn:
{\displaystyle T_{0}(x)=1}
{\displaystyle T_{1}(x)=x}
{\displaystyle T_{2}(x)=2x^{2}-1}
{\displaystyle T_{3}(x)=4x^{3}-3x}
{\displaystyle T_{4}(x)=8x^{4}-8x^{2}+1}
{\displaystyle T_{5}(x)=16x^{5}-20x^{3}+5x}
{\displaystyle T_{6}(x)=32x^{6}-48x^{4}+18x^{2}-1}
{\displaystyle T_{7}(x)=64x^{7}-112x^{5}+56x^{3}-7x}
{\displaystyle T_{8}(x)=128x^{8}-256x^{6}+160x^{4}-32x^{2}+1}
{\displaystyle T_{9}(x)=256x^{9}-576x^{7}+432x^{5}-120x^{3}+9x}

### Recursie
De chebyshev-polynomen van de eerste soort staan in de volgende recursieve relatie:
{\displaystyle T_{0}(x)=1}
{\displaystyle T_{1}(x)=x}
{\displaystyle T_{n+1}(x)=2xT_{n}(x)-T_{n-1}(x)} voor {\displaystyle n\geq 1}

### Voortbrengende functie
De voortbrengende functie voor de chebyshev-polynomen van de eerste soort is:
{\displaystyle \sum _{n=0}^{\infty }T_{n}(x)t^{n}={\frac {1-tx}{1-2tx+t^{2}}}}

### Orthogonaliteit
De chebyshev-polynomen van de eerste soort vormen op het interval [-1,1] een stelsel orthogonale polynomen ten opzichte van de gewichtsfunctie
{\displaystyle w(x)={\frac {1}{\sqrt {1-x^{2}}}}}
Er geldt dus voor {\displaystyle n\neq m}:
{\displaystyle \int _{-1}^{1}T_{n}(x)T_{m}(x)\,{\frac {{\rm {d}}x}{\sqrt {1-x^{2}}}}=0}
Dit is het directe gevolg van de relatie (neem {\displaystyle x=\cos(\theta )})
{\displaystyle \int _{0}^{\pi }\cos(n\theta )\cos(m\theta )\,{\rm {d}}\theta =0\quad {\mbox{als}}\ n\neq m}

### Eigenschap
Uit de definitie van de polynomen als cosinus volgt eenvoudig:
{\displaystyle T_{n}(x)T_{m}(x)={\tfrac {1}{2}}{\big (}T_{n+m}(x)+T_{|n-m|}(x){\big )}}

## Chebyshev-polynomen van de tweede soort

### Definitie
De chebyshev-polynomen van de tweede soort {\displaystyle (U_{n}(x))} zijn gedefinieerd door de recursieve betrekking:
{\displaystyle U_{0}(x)=1}
{\displaystyle U_{1}(x)=2x}
{\displaystyle U_{n+1}(x)=2xU_{n}(x)-U_{n-1}(x)} voor {\displaystyle n\geq 1}
Deze recursie verschilt slechts in de startwaarde voor {\displaystyle n=1} van de recursierelaties voor de chebyshev-polynomen van de eerste soort.
Voor {\displaystyle \theta \neq k\pi ,k\in \mathbb {Z} } geldt:
{\displaystyle U_{n}(\cos \theta )={\frac {\sin {\big (}(n+1)\theta {\big )}}{\sin \theta }}}
Vanwege de ophefbare singulariteit in {\displaystyle k\pi } geldt deze formule voor alle {\displaystyle \theta }.
De eerste acht chebyshev-polynomen van de tweede soort zijn:
{\displaystyle U_{0}(x)=1}
{\displaystyle U_{1}(x)=2x}
{\displaystyle U_{2}(x)=4x^{2}-1}
{\displaystyle U_{3}(x)=8x^{3}-4x}
{\displaystyle U_{4}(x)=16x^{4}-12x^{2}+1}
{\displaystyle U_{5}(x)=32x^{5}-32x^{3}+6x}
{\displaystyle U_{6}(x)=64x^{6}-80x^{4}+24x^{2}-1}
{\displaystyle U_{7}(x)=128x^{7}-192x^{5}+80x^{3}-8x}

### Voortbrengende functie
De voortbrengende functie voor de chebyshev-polynomen van de tweede soort is:
{\displaystyle \sum _{n=0}^{\infty }U_{n}(x)\,t^{n}={\frac {1}{1-2tx+t^{2}}}}

### Orthogonaliteit
De chebyshev-polynomen van de tweede soort vormen op het interval [-1,1] een stelsel orthogonale polynomen ten opzichte van de gewichtsfunctie
{\displaystyle w(x)={\sqrt {1-x^{2}}}}
Er geldt dus voor {\displaystyle n\neq m}:
{\displaystyle \int _{-1}^{1}U_{n}(x)U_{m}(x){\sqrt {1-x^{2}}}\,{\rm {d}}x=0}

### Differentiaalvergelijking
De chebyshev-polynoom van de tweede soort is een oplossing van de chebyshev-differentiaalvergelijking:
{\displaystyle (1-x^{2})y''-3xy'+n(n+2)y=0}
die ook een sturm–liouville-differentiaalvergelijking is.